# I'm Going Slightly Mad
«I'm Going Slightly Mad» —en español: «Me estoy volviendo un poco loco»— es una canción de la banda británica de rock Queen. Escrita por Freddie Mercury pero acreditada a Queen, con contribuciones líricas no acreditadas de Peter Straker, fue lanzada como el segundo sencillo del álbum Innuendo de la banda. Fue lanzada como sencillo el 4 de marzo de 1991, un mes después del lanzamiento del álbum. La letra y el video musical que la acompaña proyectan la canción como humorística y alegre, a pesar de que la letra trata sobre el declive mental que Mercury estaba experimentando como uno de los efectos del avance del Sida.
La portada del sencillo se inspiró en una ilustración de Grandville (al igual que las otras del álbum).[cita requerida]

## Trasfondo
John Deacon había mencionado «I'm Going Slightly Mad» en una carta impresa en la revista Queen Fan Club de la primavera de 1990. Al describirlo como el «sencillo loco», Deacon reveló que el trabajo en la canción estaba en progreso. La canción fue escrita por Mercury, quien inicialmente tenía en mente el título de la canción. Durante una velada con su amigo Peter Straker, Mercury explicó su idea para la canción, que quería incluir letras de frases irónicas inspiradas en Noël Coward. Luego, la pareja pasó la noche pensando en tales líneas.
En su libro de 1994 Mercury and Me, el compañero de Mercury, Jim Hutton, recordó:

«Freddie se puso a trabajar con Peter tratando de idear una sucesión de letras tontas, cada una más divertida que la anterior. Gritaba cuando se le ocurrían cosas como "I'm kitting with only one needle" y "I'm only driving with only three wheels thee days". Pero el golpe maestro fue: "I think I'm a Banana tree". Una vez que salió a la luz, no hubo forma de detener a Freddie y Straker: entonces estaban en pleno flujo. Me fui a la cama para quedarme dormido escuchando sus risas flotando arriba».

Durante 1991, Mercury grabó una versión corta de la canción, «Totally Bonkers», como mensaje para la convención del club de fans de Queen en 1991. La versión, de menos de un minuto de duración, presenta instrumentación, letras y voces diferentes a las utilizadas en la grabación principal completa de Queen de la canción.

## Video musical
El video adjunto, dirigido por Rudi Dolezal y Hannes Rossacher de DoRo Productions, como todos los demás videos de Innuendo, fue filmado en febrero de 1991 en Limehouse Studios. Los disfraces fueron creados por Diana Moseley. Presenta a la banda vestida y actuando de una manera absurda y surrealista, incluido el guitarrista Brian May vestido como un pingüino —una repetición de su atuendo que aparece en el folleto del primer álbum de Queen—, el baterista Roger Taylor usando una tetera en su cabeza y montando un triciclo mientras Mercury se acerca sigilosamente a él y lo persigue, un hombre con un traje de gorila —se rumorea si es Elton John—, el bajista John Deacon como un bufón, y Mercury usando un racimo de plátanos como una peluca, que corresponde con la línea «I think i'm a banana tree».
«I'm Going Slightly Mad» es el último video de Queen que presenta un importante aporte creativo de Mercury. Ya estaba bastante enfermo en ese momento debido al Sida, que se cobraría su vida menos de un año después. A pesar de esto, el espectador ve a Mercury muy móvil y expresivo en las escenas del video. Incluso codirigió activamente algunos de los guiones gráficos del video. Mercury usó un maquillaje espeso para cubrir las manchas en su rostro y una capa adicional de ropa debajo para ocultar su pérdida de peso. También usaba una peluca, que cubría la entrada de su cabello, y un traje, ambos en el estilo de inspiración gótica popular en ese momento.
Por el contrario, en el video de «These Are the Days of Our Lives», el último video musical que Mercury filmó —en mayo de 1991, solo tres meses después—, apenas se movía, ya que su condición se había deteriorado aún más. Sin embargo, ambos videos fueron filmados en blanco y negro con un filtro que daba ese aspecto borroso como una actuación surrealista.

## Lista de canciones

### 7"
- Lado A: «I'm Going Slightly Mad» – 4:08
- Lado B: «The Hitman» – 4:56[10]

### 12"
- Lado A/1: «I'm Going Slightly Mad» – 4:08
- Lado B/2: «The Hitman» – 4:56
- Lado B/3: «Lost Opportunity» – 3:51[10]

## Personal
- Freddie Mercury – voz, coros, teclado, piano, sampler
- Brian May – guitarra eléctrica, slide
- Roger Taylor – batería, maracas, bar chimes
- John Deacon – bajo

## Nota
1. ↑  En español: —«Creo que soy un banano»—

- Datos: Q565479